# Grad (priimek)
Grad je priimek v Sloveniji, ki ga je po podatkih Statističnega urada Republike Slovenije na dan 1. januarja 2010 uporabljalo 228 oseb in je med vsemi priimki po pogostosti uporabe uvrščen na 1.830. mesto.

## Znani nosilci priimka
- Anton Grad (1907—1983), jezikoslovec, slovaropisec, romanist, univ. profesor, izr. član SAZU
- Anton Grad (*1954), zdravnik nevrolog, prof. MF
- Boris Grad (1901–1974), učitelj in ljubiteljski slikar
- Janez Grad (*1933), matematik, informatik, univ. profesor, strok. za čmrlje
- Franc Grad (*1948), ustavni pravnik, univ. profesor
- Gregor Grad, atletski trener
- Karel Grad (1927—2007), geolog
- Olga Grad (*1950), gledališka igralka
- Onja Tekavčič Grad (*1955), klinična in medicinska psihologinja
- Lucija Grad (*1983), slovenska nogometna reprezentantka
- Marija Grad-Gruden (1932—1993), baletna plesalka